# ТА-8
ТА-8 — авиационный вспомогательный газотурбинный двигатель разработан в 1968 году на базе ГТД ТА-6 в ОАО НПП «Аэросила» для самолёта Ту-134.
Конструкция практически идентична ВСУ ТА-6, отличается отсутствием генератора переменного тока.

## Конструкция
Двигатель состоит из одноступенчатого центробежного компрессора, центростремительной турбины и генератора постоянного тока ГС-12ТО.

## Модификации
- ТА-8В — имеет дополнительный генератор переменного тока ГТ40ПЧ6, устанавливался на Ан-72 и вертолёте Ми-26.
- ТА-8К — разработан в 1987 году для вертолётов типа Ка-31. Имеет дополнительный генератор переменного тока ГТ60ПЧ8Б и вентилятор В-6Б.

## Характеристики
- Эквивалентная воздушная мощность — 107 кВт
- Высотность запуска — 3000 м.
- Расход топлива — 145 кг/ч
- Масса — 165 кг.
- Габаритные размеры — 1368 × 713 × 705 мм